# ガッチャン!
ガッチャン!～世界につながる学生チャンネル～（ -せかいにつながるがくせい-）は、NHK衛星第1テレビジョン（旧BS1）で放送された情報番組である。

## 概要
東京都青山の青山学院大学にあるサテライトスタジオ「NHK @ CAMPUS」をキーステーションに、世界各地の大学生の日常生活や、最近の大学での研究振りを紹介する。またスタジオには主に関東・甲信越地方の大学生がスタジオ見学に訪れ、それに関する質疑応答も行われる。不定期でロケーション（過去に京都市など）で進行する回もある。
NHKのBS放送再編に伴い、2011年3月19日（10:37 - 10:57、翌日3月20日の10:35からの再放送も実施）に番組が終了した。最終回では、これまでの総集編が放送された。

## 出演者
- 司会・進行：関根麻里（タレント・女優）
- コメンテーター：ミック・コレス（元ジャパンタイムズ記者。現在[いつ?]はフリージャーナリスト・タレント）
- オープニングコール：蝶野正洋
- ナレーター：クリステル・チアリ

## 制作スタッフ
- プロデューサー：茂木明彦（NHK）、湯谷幸司（NEXTEP）
- ディレクター：尾谷亜貴崇、佐々木紀子、岡真夕、高橋尚輝
- 音響効果：高田智彰
- 企画：下田大樹